# 25366 Maureenbobo
A 25366 Maureenbobo (ideiglenes jelöléssel 1999 TH30) a Naprendszer kisbolygóövében található aszteroida. A LINEAR projekt keretében fedezték fel 1999. október 4-én.